# 雲界迷宮ZEGUY
『雲界迷宮ZEGUY』（うんかいのめいきゅうぜがい、英語:Mask of Zeguy）為日本OVA作品，1993年發售兩集。香港由亞洲電視本港台以《雲界之迷宮》為名於1994年首播，台灣則由首華卡通頻道以《雲界迷宮》為名於1998年首播。

## 故事大綱
美希與沙耶香是一對好友，某日她們在坐公車上學時，突然來到不知名的地方：雲界。這個世界也有許多不同時代的人們身陷其中而無法離開。就在他們剛到不久時就遭到襲擊，不但沙耶香被抓走，美希也陷入危機之中。正當危急時，遇到土方歲三和平賀源內獻身搭救；他們告訴美希，沙耶香被卑彌呼帶去要用來當作解放銅鐸之力的巫女，要用來打開人間和雲界間的風之門以征服人間。因此美希決定與他們一起合作，救出沙耶香，並且粉碎卑彌呼的陰謀。

## 登場人物
- 美希：横山智佐
- 土方歲三：山寺宏一
- 平賀源内：永井一郎
- 沙耶香：日高範子
- 諸葛亮：池田秀一
- 卑彌呼：山田榮子
- 達文西：緒方賢一
- 老人：佐藤正治

## 工作人員
- 企画：關根正明
- 製作：須崎一夫
- 綜合製作人：浅賀孝郎
- 製作人：岩川廣司
- 原作・劇本・導演：影山楙倫
- 角色設定：つなき亞樹
- 作画監督：高橋明信
- 產品設計：豊増隆寛
- 設定協力：城西二美
- 考證：牡野幼青
- 攝影監督：沖野雅英
- 特殊效果：前川孝
- 美術監督：勝又激
- 色彩設定：西香代子
- 顏色指定：若菜陽子
- 音樂：槌田靖識
- 音樂製作人：原田宗一郎
- 音響監督：松浦典良
- 編輯：掛須秀一
- 動畫製作：KSS

## 主題歌
- 片頭曲『JUST FRIENDS』

作詞：柳川真寿美、作曲：大和朗、編曲：渡辺禎史、歌：橫山智佐
- 片尾曲『時間の迷宮(ときのラビリンス)』

作詞：柳川真寿美、作曲：TSUKASA、編曲：渡辺禎史、歌：橫山智佐

## 系列作
- 雲界迷宮ZEGUY(前)（1993年3月21日、VHS：JSVA-22111）
- 雲界迷宮ZEGUY(後)（1993年5月21日、VHS：JSLA-22112）
- 雲界迷宮ゼガイ D-1（2000年4月7日、DVD：KSXA-23898）
- 雲海迷宮ZEGUY〈時間の迷〉OST（1992年12月21日、KSS RECORDS、CD：JSCA-29004）